# Lott, Texas
Lott là một thành phố thuộc quận Falls, tiểu bang Texas, Hoa Kỳ. Năm 2010, dân số của xã này là 759 người.